# Deathstars
Deathstars é uma banda sueca de metal industrial de Strömstad, formada em 2000. O grupo ficou conhecido por seu estilo sombrio – letras e temáticas industriais, comentários sociais pessimistas e misantrópicos, maquiagens, uniformes militares e visuais góticos. A banda também usa pseudônimos.
A banda lançou ao todo cinco álbuns de estúdio completos; Synthetic Generation (2002 na Europa e 2003 na América do Norte e do Sul ), Termination Bliss (2006), Night Electric Night (2009), The Perfect Cult (2014) e  Everything Destroys You (2023). A banda Deathstars tem feito shows de abertura para outras bandas ao vivo como Korn e Cradle of Filth, sendo o último dos quais foi parte da inspiração para Deathstars. A banda também fez um show de abertura para a banda alemã Rammstein em sua turnê Made In Germany.
A formação atual da banda consiste principalmente de membros do Swordmaster, um projeto de black metal que tem ex-membros do Dissection e Ophthalamia. Atualmente, a banda consiste em Whiplasher Bernadotte (vocais), Nightmare Industries (guitarra e teclados), Skinny Disco (baixo e vocal de apoio), Cat Casino (guitarra rítmica) e Nitro (bateria).

## História

### Formação,Synthetic Generation(2000–2003)
Alguns membros da banda se conhecem desde a infância depois de crescerem em Strömstad. Músicos próximos e membros da banda consideraram o Deathstars como uma versão "metamorfoseada" do ato de black metal fundado em 1993, Swordmaster, com o ex- baterista do Dissection Ole Öhman ("Bone W. Machine") e o guitarrista Emil Nödtveidt ("Nightmare Industries"). Emil também é irmão do falecido vocalista Jon Nödtveidt, do Dissection. O Deathstars é liderado por Andreas Bergh ("Whiplasher Bernadotte") e teve Erik Halvorsen ("Beast X Electric") na guitarra. A banda assumiu uma imagem radical e uma mudança na direção musical no álbum de estreia Synthetic Generation. De acordo com a Nightmare Industries em uma entrevista, o nome "Deathstars" nunca foi destinado a ser uma referência à "Estrela da Morte" em Star Wars, mas na verdade deveria ser uma amálgama de "Death Metal" e "Estrelas". Eles citam bandas como Kiss como inspiração inicial, em parte por suas maquiagens, e foram recentemente comparados a Rammstein, The Kovenant e Marilyn Manson.
O álbum Synthetic Generation apareceu pela primeira vez na Suécia em março de 2002 na LED Recordings, mas foi escolhida para lançamento na Europa pela gravadora alemã Nuclear Blast no ano seguinte.
Originalmente, apenas um baixista ao vivo do Deathstars, Jonas Tor Kangur ("Skinny Disco") tornou-se membro oficial em 1 de outubro de 2003.
Antes do lançamento de Synthetic Generation, várias demos foram gravadas, duas das quais estão disponíveis gratuitamente na internet; "Razor End" e "Black Medicine". "Razor End" é o mais incomum, pois é uma música com fortes vocais femininos, e é mais como um material de Synthetic Generation, enquanto "Black Medicine", pode ser descrito como apresentando partes de músicas futuras, como "The Last Ammunition", "Tongues" e "Blitzkrieg" do segundo álbum de estúdio, Termination Bliss.

### Termination Bliss, novoline-up(2004–2006)
Os planos para iniciar a gravação de um segundo álbum em junho de 2004 foram adiados, pois, voltando para casa após uma aparição no festival Wave Gotik Treffen em Leipzig, na Alemanha, a banda teve mais de $15.000 em equipamentos roubados do ônibus da turnê. Mais tarde, a banda conseguiu o apoio do Dissection em seu show em Estocolmo, Lilla Arenan, no final de outubro.
O Deathstars realizou gravações de álbuns no início de 2005 no estúdio Black Syndicate da banda para o álbum Termination Bliss.
Em atividades externas, Emil Nodtveidt (Nightmare Industries) e o baixista Jonas Kangur (Skinny Disco) conseguiram créditos de produção no último álbum do Dissection, Reinkaos, antes do suicídio do vocalista Jon Nödtveidt. O guitarrista Erik Halvorsen (Beast X Eletric) deixou a banda em agosto, citando "falta de entusiasmo". 
O álbum Termination Bliss foi lançado em janeiro de 2006. As variantes da edição limitada adicionaram um remix "Driven On" da faixa "Blitzkrieg".
A banda deu o seu apoio para a banda Cradle of Filth em sua turnê de 2006 pela Europa.
Em setembro de 2006, no site oficial da banda, Deathstars anunciou a entrada de Eric Bäckman ("Cat Casino") como guitarrista base substituindo Beast X Eletric.

### Night Electric Night(2007–2012)

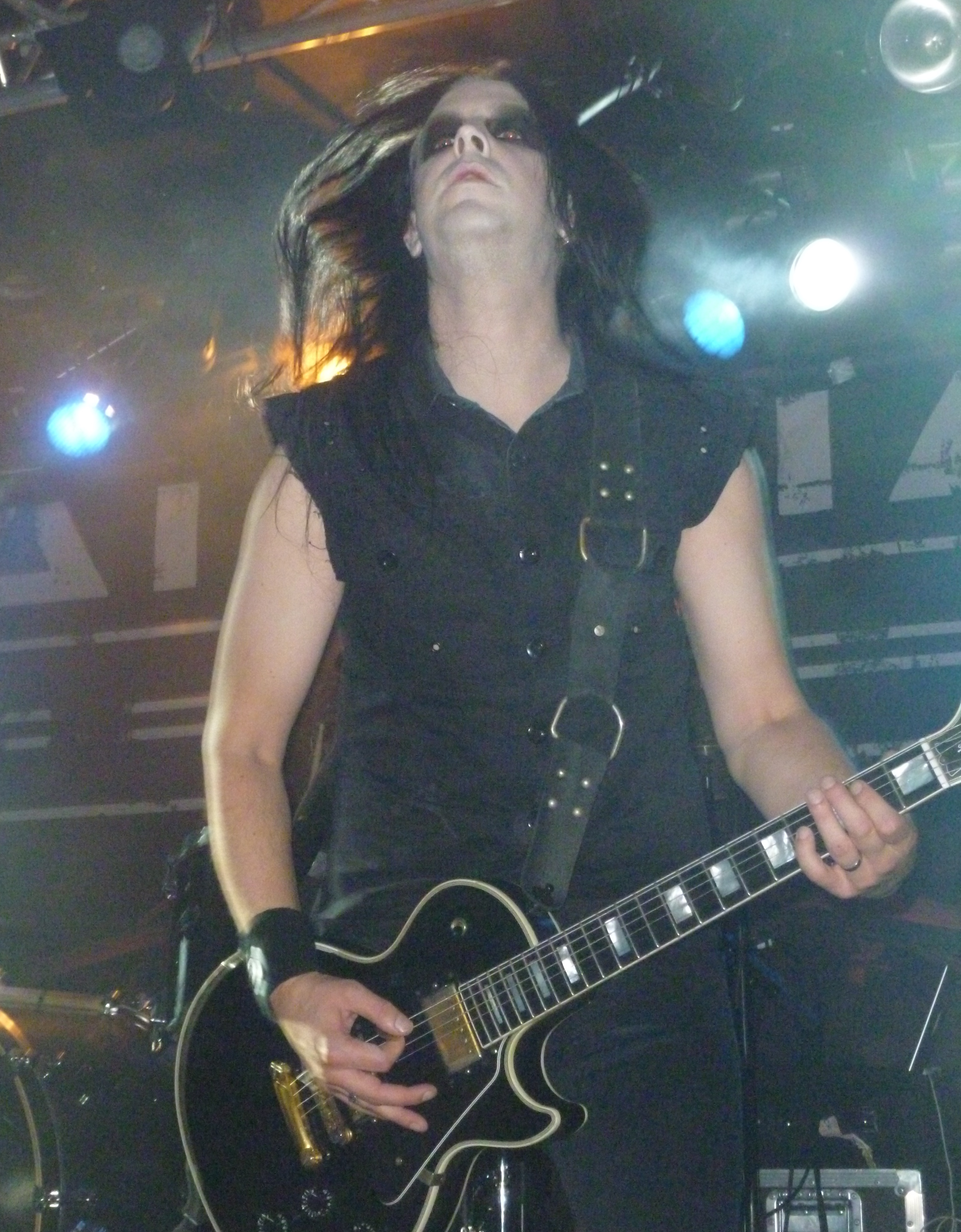
Emil Nödtveidt, 2014

Em setembro de 2007, o site da banda anunciou que abriria shows para o Korn em sua turnê européia ao longo de janeiro e fevereiro de 2008. O Deathstars encabeçou alguns shows por conta própria entre as datas em que se apresentaram com o Korn. Mais tarde, foi anunciado que o baterista Bone W. Machine não participaria da próxima turnê européia com o Korn por motivos pessoais. O vocalista Bernadotte atribuiu isso ao fato de que o baterista "teve que cuidar de sua família em casa". O colega sueco Adrian Erlandsson, que também tocou bateria no Cradle of Filth, cumpriu os deveres de bateria na turnê.
Para o próximo álbum de estúdio, o produtor e guitarrista do Deathstars, Nightmare Industries, escreveu a música "Via The End" quando soube do suicídio de seu irmão, Jon Nödtveidt. Sobre o álbum, o vocalista do Deathstars, Whiplasher, disse: "Estou muito satisfeito com a forma como as músicas ilustram nossas vidas, porque é disso que se trata - nossas situações cotidianas e os sons atemporais de uma cidade depravada. Eu só queria combinar sérios problemas pessoais, noites destrutivas da cidade, corpos nus e a presença sombria da Rússia. É o absoluto Fort Knox do dark rock moderno".
No dia 29 de outubro de 2007, o Deathstars entrou no Metrosonic Recording Studios em Nova York para iniciar a gravação do seu terceiro álbum de estúdio. A mixagem estava marcada para janeiro de 2008, com o álbum programado para lançamento na primavera de 2008. Em uma entrevista em janeiro de 2008, Andreas Bergh (Whiplasher Bernadotte) revelou que o terceiro álbum de estúdio do Deathstars seria intitulado Deathglam. No entanto, depois que o Metallica lançou o Death Magnetic, eles logo mudaram o nome do novo álbum para Night Electric Night e declararam brincando que o próprio Deathstars inspiraram a fonte da assinatura e o nome da faixa "Cyanide" no álbum do Metallica.
Em maio de 2008, a Nuclear Blast lançou uma edição definitiva do segundo álbum da banda, Termination Bliss, chamado Termination Bliss Extended, contendo um CD e DVD. Ele contém uma faixa bônus, "Termination Bliss (Piano Version)", mas não inclui "Blitzkrieg (Driven On Version)". O DVD especial inclui todos os videoclipes e making of deles. Eles também lançaram um único DVD intitulado Termination Bliss EXTENSION.
Em 7 de novembro de 2008, o Deathstars anunciou em sua página oficial do Myspace a lista completa de faixas do novo álbum e seu lançamento em 30 de janeiro de 2009. O primeiro single, "Death Dies Hard", seria exibido no Bandit Rock 106.3 Stockholm. A arte da capa da edição padrão também foi lançada.
Em sua página oficial, o Deathstars anunciou em 31 de janeiro de 2009 que completaria a segunda etapa de sua turnê européia no Reino Unido e anunciou as datas em 15 locais diferentes que aconteceriam em abril de 2009.
Na página oficial da banda, foi anunciado que eles haviam assinado com a Bieler Bros Records. Em 19 de maio, o álbum Night Electric Night estava programado para ser lançado nos Estados Unidos com as datas da turnê.
Ao longo de 2010, o Deathstars continuou em turnê pela Europa para divulgar o Night Electric Night e, no final de maio de 2010, a banda fez quatro shows na América do Sul. Mais tarde, a banda relançaria Night Electric Night como um conjunto de dois CDs e DVDs, com o segundo CD contendo remixes e duas músicas inéditas.
Em 24 de outubro de 2011, por meio de sua página oficial no Facebook, o Deathstars anunciou Oscar Leander, ("Vice"), como seu novo baterista após a saída de Bone W. Machine. Eles também anunciaram que o vídeo do novo single "Metal" da coletânea The Greatest Hits on Earth que estrearia em 4 de novembro de 2011.
Em 2012, Skinny Disco e Cat Casino fizeram uma turnê com a banda americana de glam metal Vain.

#### The Perfect Culte mudança de formação (2013 - 2017)
A banda anunciou em seu site oficial que a gravação do próximo álbum começará em julho de 2013. A banda Deathstars também se separou do guitarrista Cat Casino, que queria "focar em outras coisas da vida, exceto na morte".  A banda afirmou que continuará como um quarteto por enquanto e Skinny Disco disse que não procurará um substituto pois "é difícil substituir Cat em um nível pessoal", mas que eles também permanecem amigos próximos. 
O próximo lançamento foi gravado em vários estúdios: bateria, guitarra e baixo foram gravados em Bohus Sound Recording, Kungälv, Suécia , vocais em Gig Studios em Estocolmo Suécia e teclados, orquestração e edição foram feitos em Black Syndicate, Estocolmo. Enquanto a mixagem como de costume, foi feita pelo lendário Stefan Glaumann (Rammstein, Within Temptation ). O guitarrista/tecladista Nightmare Industries atuou como produtor musical, como fez nos discos anteriores. Para a produção de bateria, guitarra e baixo, Nightmare trabalhou junto com Roberto Laghi (Entombed,In Flames) na Bohus Sound Recording. O álbum foi masterizado por Svante Forsbäck (Volbeat, Rammstein) na Chartmakers, Helsinque, Finlândia.
Liricamente, o vocalista Whiplasher afirma que "todas as faixas são sobre nossas vidas. Cada música é uma reflexão sobre uma situação ou um tópico que lidamos com nossas experiências, geralmente de uma perspectiva negra. Com visões inspiradas por vidas excessivas amorais, medos humanos e decadência, as canções serão nada menos do que um playground sombrio situado entre faixas diretas, hinos atmosféricos e os lombos sujos do rock sem lei".
Anunciado no site oficial da banda no dia 11 de março de 2014, o quarto álbum de estúdio é intitulado The Perfect Cult. A banda lançou um trailer do álbum no YouTube, onde foi revelado que o novo álbum será lançado em 13 de junho de 2014 na Europa, 16 de junho no Reino Unido e 24 de junho nos Estados Unidos através da Nuclear Blast Records. Isso foi seguido por uma turnê europeia que se estenderia do final de setembro até o início de novembro do mesmo ano.

#### Saída de Vice à banda, o retorno de Cat Casino, a entrada de novo membro à banda e Everything Destroys You''(2017 - presente)
No dia 21 de junho de 2017 a banda Deathstars anunciou que o baterista de longa data, Oscar Leander (Vice), deixará a banda após 9 anos tocando com Deathstars e 6 anos como membro oficial. Vice faria uma turnê com a banda para seus shows em julho de 2017 no México antes de oficializar a sua saída e se juntar à banda Tribulation. 
A turnê, entretanto, foi posteriormente adiada. A banda também confirmou que estariam trabalhando em um novo álbum a ser lançado "o mais rápido possível". 
A banda realizou uma série de festivais durante o verão de 2019 incluindo Graspop Metal Meeting, Wacken Open Air e Mera Luna. 
A banda confirmou que Eric Bäckman (Cat Casino) se juntará à banda Deathstars, ao mesmo tempo em que confirmaram que eles estão em estúdio trabalhando em seu 5º álbum, com lançamento previsto para o verão de 2020 o que acabou não acontecendo devido a circunstâncias imprevistas e relações principais da pandemia do Coronavírus.
Após a confirmação do retorno do guitarrista Cat Casino à banda, Deathstars anunciou o recrutamento de mais um integrante à banda. Marcus "Nitro" Johansson, que também faz parte do grupo sueco de hard rock/pop Reach.
Em Janeiro de 2023 a banda anunciou oficialmente o lançamento do seu 5º álbum intitulado  "Everything Destroys You'', que será lançado no dia 5 de Maio do mesmo ano pela Nuclear Blast Records. 

### Atuais
- Emil "Nightmare Industries" Nödtveidt – guitarra, teclados
- Andreas "Whiplasher Bernadotte" Bergh – vocais
- Jonas Tor "Skinny Disco" Kangur – baixo, vocal de apoio
- Eric "Cat Casino" Bäckman - guitarra rítmica (2006–2013, 2019–presente)
- Marcus "Nitro" Johansson – bateria (2019–presente)

### Ex-intregrantes
- Beast X Electric - guitarra
- Bone W. Machine – bateria
- Oscar "Vice" Leander – bateria

### Fundadores
- Emil "Nightmare Industries" Nödtveidt – guitarra, teclados
- Beast X Electric - guitarra
- Bone W. Machine – bateria

## Discografia

### Álbuns de estúdio
- Synthetic Generation (2002)
- Termination Bliss (2006)
- Night Electric Night (2009)
- The Perfect Cult (2014)
- Everything Destroys You (2023)

### Compilações
- Decade of Debauchery  (2010)
- The Greatest Hits On Earth (2011)

Nota: Este foi um álbum lançado com a compilação das melhores músicas dos álbuns Synthetic Generation (2002)
Termination Bliss (2006) e Night Electric Night (2009), com o acréscimo de duas músicas novas, "Death is Wasted on the Dead" e "Metal". O vídeo da canção "Metal" também ficou disponível após o lançamento do CD. O intuito do lançamento deste álbum era comemorar a mega-turnê que o Deathstars viria a fazer com a banda Rammstein.[carece de fontes?]